# Lal Hilditch
Clarence George „Lal“ Hilditch  (* 2. Juni 1894 in Hartford; † 31. Oktober 1977) – auch bekannt als Clarrie Hilditch – war ein englischer Fußballspieler und -trainer.

## Karriere
Er wurde zumeist von Trainer John Chapman auf der Position des rechten Außenläufers eingesetzt und übernahm im Jahr 1926 kurzzeitig dessen Amt. Seine ersten Stationen als Spieler waren der FC Hartford, Witton Albion und der FC Altrincham gewesen. Hilditch spielte zwischen dem 30 August 1919 und dem 30 Januar 1932 insgesamt 322 Mal für ManU und erzielte sieben Tore. Der Engländer beendete seine Karriere im Jahr 1932; bedeutende Titelgewinne mit Manchester United waren ihm während seiner Laufbahn nicht vergönnt.